# Alyssum fallacinum
Alyssum fallacinum är en korsblommig växtart som beskrevs av Heinrich Carl Haussknecht. Alyssum fallacinum ingår i släktet stenörter, och familjen korsblommiga växter. Inga underarter finns listade i Catalogue of Life.